# بيرتوا
بيرتوا (بالفرنسية: Bertoua)‏ هي مدينة، في الكاميرون، تقع في الشرق، وهي عاصمتها، بلغ عدد سكانها 88,462 نسمة وذلك حسب إحصائيات سنة 2005، تبلغ مساحتها 100 كيلومتر مربع.

## أعلام
- يانيك مبنغونو
- ويلي أوفرتوم